# Црни петак (филм из 2023)
Црни петак (енгл. Thanksgiving) амерички је слешер филм  из 2023. Режију потписује Илај Рот, по сценарију Џефа Рендела и причи коју заједно саставили Рот и Рендел. Темељи се на истоименој измишљеној филмској најави у филму Грајндхаус (2007), а представља трећи дугометражни филм који је настао по истом шаблону након филмова Мачета (2010) и Скитница са сачмаром (2011). Главне улоге тумаче Патрик Демпси, Адисон Реј, Мајло Манхајм, Џејлен Томас Брукс, Нел Верлак, Рик Хофман и Џина Гершон.
Приказан је 17. новембра 2023. у САД, односно 7. децембра исте године у Србији. Добио је углавном позитивне рецензије критичара и зарадио преко 46 милиона долара.

## Радња
После нереда који су се трагично завршили на Црни петак, тајновити убица инспирисан празником Дан дахвалности извршава терор на место које је основало тај празник. Отимајући становнике једног по једног, оно што почне као насумична убиства из освете ускоро постаје део већег, подмуклог празничног плана.

## Улоге
| Глумац              | Улога                |
| ------------------- | -------------------- |
| Патрик Демпси       | Ерик Њулон           |
| Нел Верлак          | Џесика               |
| Адисон Реј          | Габи                 |
| Џејлен Томас Брукс  | Боби                 |
| Мајло Манхајм       | Рајан                |
| Рик Хофман          | Томас Рајт           |
| Џина Гершон         | Аманда Колинс        |
| Томасо Санели       | Еван                 |
| Гејбријел Давенпорт | Скуба                |
| Џена Ворен          | Јулија               |
| Карен Клиш          | Кетлин               |
| Џеф Теравајнен      | Брет Лабел           |
| Џордан Пул          | Џејкоб               |
| Џо Делфин           | Макарти              |
| Тај Олсон           | Мич Колинс           |
| Мика Амонсен        | Лони                 |
| Шејлин Грифин       | Ејми                 |
| Тим Дилон           | Мени                 |
| Аманда Баркер       | Лизи                 |
| Крис Сандифорд      | Даг                  |
| Дерек Макграт       | градоначелник Кантин |
| Лин Грифин          | баба                 |